# Arthur Seeliger
Arthur Seeliger (* 9. Juli 1870 in Reichenbach, Schlesien; † 29. März 1938 in Berlin) war ein deutscher Jurist und Diplomat.

## Leben
Seeliger wurde am 9. Juli 1870 in Reichenbach im Eulengebirge als Sohn des Rentiers Albert Seeliger und dessen Frau Mathilde Seeliger geb. Wilhelm zu Dessau geboren. Zu Ostern 1989 bestand er am Gymnasium Fridericianum in Dessau sein Abitur. Er studierte in Lausanne, München und Berlin Rechts- und Staatswissenschaften. 1894 promovierte Seeliger an der Friedrich-Wilhelms-Universität zu Berlin zum Dr. jur.
1898 erfolgte der Dienstantritt im Auswärtigen Amt, von 1906 bis 1914 war er dort Leiter der Schifffahrtsabteilung, von 1914 bis 1918 erfolgte die Kriegsteilnahme, 1915 war im Großen Hauptquartier stationiert, 1917 in Konstantinopel für die Organisation des Exports zuständig. 1918 wurde er zum Geheimen Legationsrat ernannt, 1919 zum Leiter der Schifffahrtskommission bestimmt. Ab 1920 war er Vertreter des Auswärtigen Amtes bei den internationalen Flusskommissionen mit der Amtsbezeichnung Gesandter.
1934 ging er in den Ruhestand. Der jüngere seiner beiden Söhne war Günter Seeliger.

## Schriften (Auswahl)
- Der „Erfolg“ als Voraussetzung der grossen Haverei, Berlin, Wilhelm Issleib, 1894 (Dissertation, Königl. Friedrich-Wilhelms Universität zu Berlin)